# L'incubo del passato
L'incubo del passato (Crime Doctor) è un film del 1943 diretto da Michael Gordon. La pellicola è tratta dalla serie radiofonica dal titolo omonimo di Max Marcin, da essa furono tratti altri dieci film mai distribuiti in Italia.
È l'ultima apparizione sullo schermo di Al Shean, famoso comico del vaudeville. In un piccolo ruolo, anche Betty Blythe, ex-stella del cinema muto.

## Trama
Un criminale perde la memoria e si costruisce una nuova identità come ottimo psicologo criminale, un giorno però incontra una donna che gli fa riaffiorare ogni ricordo perduto. Consapevole dei propri crimini si autodenuncia, ma verrà assolto.

## Produzione
Il film fu prodotto da Ralph Cohn per la Larry Darmour Productions, una piccola casa di produzione attiva dal 1927 al 1949 che, nei suoi 22 anni di attività, produsse 172 film.

## Distribuzione
Distribuito dalla Columbia Pictures, il film uscì nelle sale USA il 22 giugno 1943. 

### Date di uscita
IMDb
- Turchia	1943
- USA	22 giugno 1943
- Portogallo	14 ottobre 1944
- Finlandia	3 gennaio 1947

Alias
- Crime Doctor	USA (titolo originale)
- Karanlik mazi	Turchia (titolo Turco)
- L'incubo del passato	Italia
- O Médico e o Crime	Portogallo
- O anthropos pou ehase ton eafto tou	Grecia
- Rikostohtori	Finlandia